# Alexander Suvorov
Alexander Vasilyevich Suvórov, (em russo: Алекса́ндр Васи́льевич Суво́ров, às vezes transliterado como Aleksandr, Aleksander e Suvarov; (Moscou, 24 de novembro de 1730 – São Petersburgo, 18 de maio de 1800), Conde Suvorov de Rymnik, Príncipe da Itália (russo граф Рымникский, князь Италийский) foi o quarto e último Generalíssimo russo (excluindo Stalin). Suvórov foi um dos poucos generais da história a jamais ter perdido uma batalha.
Suvórov afirmava que não se devia confiar nas balas e que a maneira de combater era com a baioneta. Isto foi demonstrado pelo Generalíssimo Suvórov em diversas batalhas em que largava poucas ou nenhuma ronda de mosquetes e, em seguida, surpreendia seus adversários por um rápido ataque de baioneta que os deixava surpresos e os obrigava a saírem de sua "zona de conforto". 
Nascido em Moscou, ele estudou história militar quando criança e ingressou no Exército Imperial Russo aos 17 anos. Promovido a coronel em 1762 por seus sucessos durante a Guerra dos Sete Anos, suas vitórias durante a Guerra da Confederação dos Advogados incluíram o captura de Cracóvia e vitórias em Orzechowo, Lanckorona e Stołowicze. Sua reputação aumentou ainda mais quando, na Sexta Guerra Russo-Turca (1768-1774) capturou Turtukaya duas vezes e obteve uma vitória decisiva em Kozludja. Após um período de pouco progresso, ele foi promovido a general e liderou as forças russas na Sétima Guerra Russo-Turca (1787-1792), participando do cerco de Otchakov, bem como das vitórias em Kinburn e Focșani. 
Suvórov obteve uma vitória decisiva na Batalha de Rymnik e depois derrotou os otomanos na tomada de Izmail. As suas vitórias em Focșani e Rymnik estabeleceram-no como o general mais brilhante da Rússia, se não de toda a Europa. Em 1794, ele reprimiu o levante polonês, derrotando-o na batalha de Praga e em outros lugares. Depois que Catarina, a Grande, morreu em 1796, seu sucessor, Paulo I, teve frequentes atritos com Suvórov. Após um período de má reputação, Suvórov foi chamado de volta ao cargo de marechal de campo no início das Guerras Revolucionárias Francesas. Ele recebeu o comando do exército austro-russo e, após uma série de vitórias, como a batalha de Trebbia, capturou Milão e Turim e quase apagou todas as conquistas italianas de Napoleão de 1796 a 1797. Depois do exército austro-russo ser derrotado na Suíça, Suvórov, ordenado a reforçá-lo, foi isolado por André Masséna e mais tarde cercado nos Alpes suíços. Sua bem-sucedida esfiltração de um exército russo exausto, mal abastecido e em grande desvantagem numérica foi recompensada com uma promoção a Generalíssimo. O próprio Masséna confessaria mais tarde que trocaria todas as suas vitórias pela passagem de Suvórov pelos Alpes. Suvórov morreu em 1800, em São Petersburgo, por motivo de doença. Ele foi fundamental na expansão do Império Russo, pois seu sucesso garantiu à Rússia a conquista de Kuban, da Crimeia e da chamada Nova Rússia.

Um dos principais generais de toda a história militar e considerado o maior comandante militar da história russa, Suvórov foi comparado a Napoleão no comando militar. Invicto, ele foi descrito como o melhor general republicano contra o qual a França já lutou e apontado como "um daqueles raros generais consistentemente bem-sucedidos, apesar de sofrerem desvantagens consideráveis". Suvórov também era admirado por seus soldados ao longo de sua carreira, por toda a vida militar, e foi respeitado por seu serviço honesto e veracidade.